# Дайм (Рузвельт)

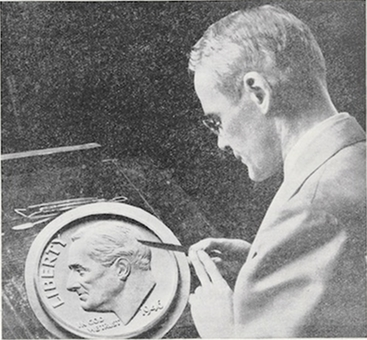
Джон Р. Сіннок під час створення макету до 10 центів «Рузвельт»

Дайм з Рузвельтом (англ. Dime Roosevelt) — розмінна монета США вартістю 10 центів, яка випускається в обіг з 1946 року й досі. Монета замінила в обігу номінал в дайм з Меркурієм, на її аверсі зображений 32-й президент США Франклін Рузвельт.

## Історія
12 квітня 1945 року помер президент США Франклін Д. Рузвельт, правління якого припало на більшу частину років Великої депресії та Другої світової війни. З 1921 року Рузвельт страждав на поліомієліт, через що брав участь у створенні та активно підтримував рух по боротьбі з цією серйозною хворобою «Марш даймів» («March of Dimes»), тому 10-центова монета (дайм) була очевидним способом вшанувати пам'ять президента, який набув популярності своїм антивоєнним керівництвом країни. 3 травня представник Луїзіани Джеймс Гобсон Моррісон вніс у Палату представників на розгляд законопроєкт про введення монети у 10 центів із зображенням Рузвельта. Після цього 17 травня міністр фінансів Генрі Моргентау-молодший оголосив, що на заміну 10 центів «Меркурій» (також відомих як 10 центів «Крилата Свобода») прийде нова монета із зображенням Рузвельта, яка надійде в обіг до кінця року. Приблизно 90% листів, отриманих редактором журналу Американської нумізматичної асоціації «The Numismatist» Стюартом Мошером, підтримували цю заміну, проте сам він не був згоден. Мошер стверджував, що монета з Меркурієм має чудовий дизайн, а невеликі розміри 10 центів не дозволять віддати належне Рузвельту, натомість виступаючи за випуск пам'ятного срібного долара. Інші навпаки заперечували цю ідею: попри заслуги Рузвельта, вони вважали, що він не заслужив місця в одному ряду з Вашингтоном, Джефферсоном та Лінкольном — єдиними президентами, яких досі вшановували зображеннями на циркуляційних монетах. Оскільки дизайн «Меркурій», вперше викарбуваний 1916 року, випускався вже понад 25 років, згідно із законодавством Бюро Монетного двору могло його змінювати без дозволу Конгресу, хоча було поінформовано комітети кожної палати, до компетенції яких входить карбування монет.
За створення нового дизайну відповідав головний гравер Монетного двору Джон Р. Сіннок, який обіймав цю посаду з 1925 року. Більшість роботи з підготовки дизайну нової монети виконав помічник Сіннока, а згодом головний гравер, Гілрой Робертс. На початку жовтня 1945 року Сіннок представив гіпсові моделі помічнику директора Монетного двору, Ф. Ліланду Говарду, який на той час виконував обов'язки директора, а той передав їх до Комісії з образотворчих мистецтв. Комісія займалася розглядом проєктів монет, відповідно до указу президента Воррена Г. Гардінга від 1921 року, їй доручалося давати консультативні висновки щодо творів суспільного мистецтва.

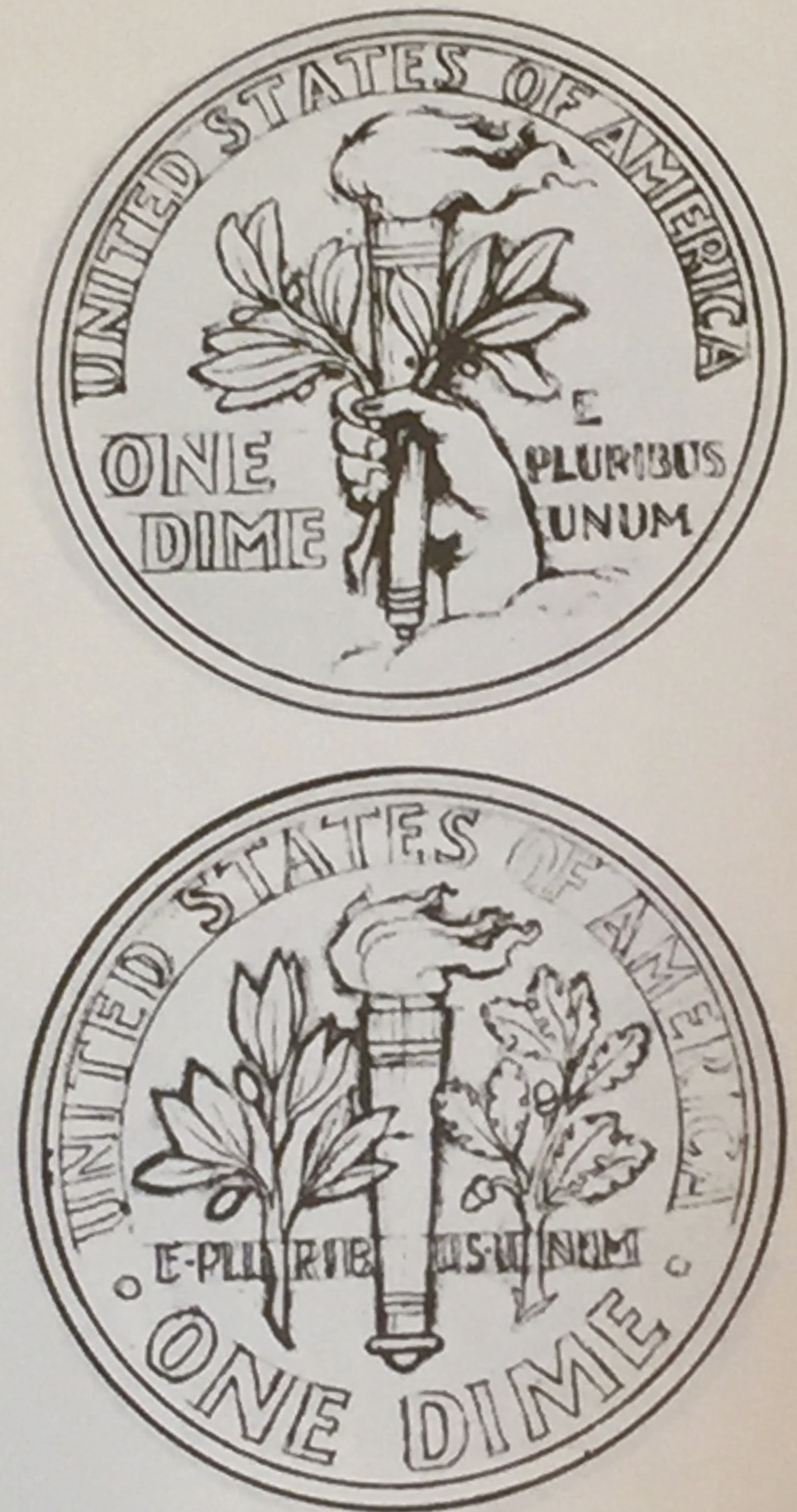
Ескізи Джона Р. Сіннока до 10 центів

На ескізах, спочатку представлених Сінноком, на аверсі було зображено бюст Рузвельта, а на реверсі — руку, що тримає смолоскип, а також оливкові та дубові гілочки. Сіннок підготував ще кілька ескізів реверсу, зокрема ескіз смолоскипа, який обрамляли свитки з текстом «Чотирьох свобод». На одному із решти ескізів була представлена богиня Свобода, а на другому — Конференція ООН 1945 року із зображенням Оперного Театру Військового Меморіалу, де вона проходила. Нумізмат Девід Ленг називав більшість альтернативних дизайнів «слабкими». 12 жовтня Говард відправив моделі голові Комісії Гілмору Кларку, який порадився з її членами та 22 жовтня відхилив їх, заявивши, що «голова покійного президента Рузвельта, зображена на моделях, не дуже вдала. Їй треба більше гідності». Тоді Сіннок представив альтернативний дизайн реверсу, аналогічний майбутній монеті, без руки та з гілочками, розташованими по обидва боки від смолоскипа; Кларк віддав перевагу цьому варіанту.
Надалі Сіннок взяв участь у конференції, що проходила в будинку одного з членів Комісії, скульптора Лі Лорі, з метою врегулювання розбіжностей нового дизайну, після чого було створено нову модель аверсу, в якій було враховано зауваження щодо голови Рузвельта. Директор Монетного двору Неллі Тейло Росс відправила фотографії нової моделі на розгляд Комісії, яка відхилила їх і запропонувала провести конкурс серед п'яти граверів, включаючи Адольфа А. Вайнмана (дизайнера 10 центів «Меркурій» та 50 центів «Свобода, що йде») та Джеймса Ерла Фрейзера (дизайнера 5 центів «Баффало»). Однак Росс відмовилася від цього, оскільки на Монетний двір чинився великий тиск з вимогою підготувати нові монети до кампанії «Марш даймів», що мала відбутися у січні 1946 року. Новому міністру фінансів, Фреду М. Вінсону, представлені моделі теж не сподобалися, і він відхилив їх наприкінці грудня. Сіннок вирішив поміняти місцями дату та слово «LIBERTY» («СВОБОДА»), що дозволило збільшити голову. Також він вніс й інші зміни, після чого, за словами автора публікацій з нумізматики Дона Тексея, «Рузвельт ще ніколи не виглядав краще!».
Лорі та Вінсон схвалили моделі. 8 січня Росс зателефонувала до Комісії та повідомила про це. Оскільки Сіннок був хворий (він помер 1947 року), а кампанія «Марш даймів» йшла повним ходом, Росс не стала чекати засідання Комісії у повному складі, й дала дозвіл на запуск виробництва монет. І хоча це надалі викликало неприязні відносини між Монетним двором та Комісією, вона вважала, що виконала свої зобов'язання відповідно наказу.

## Дизайн

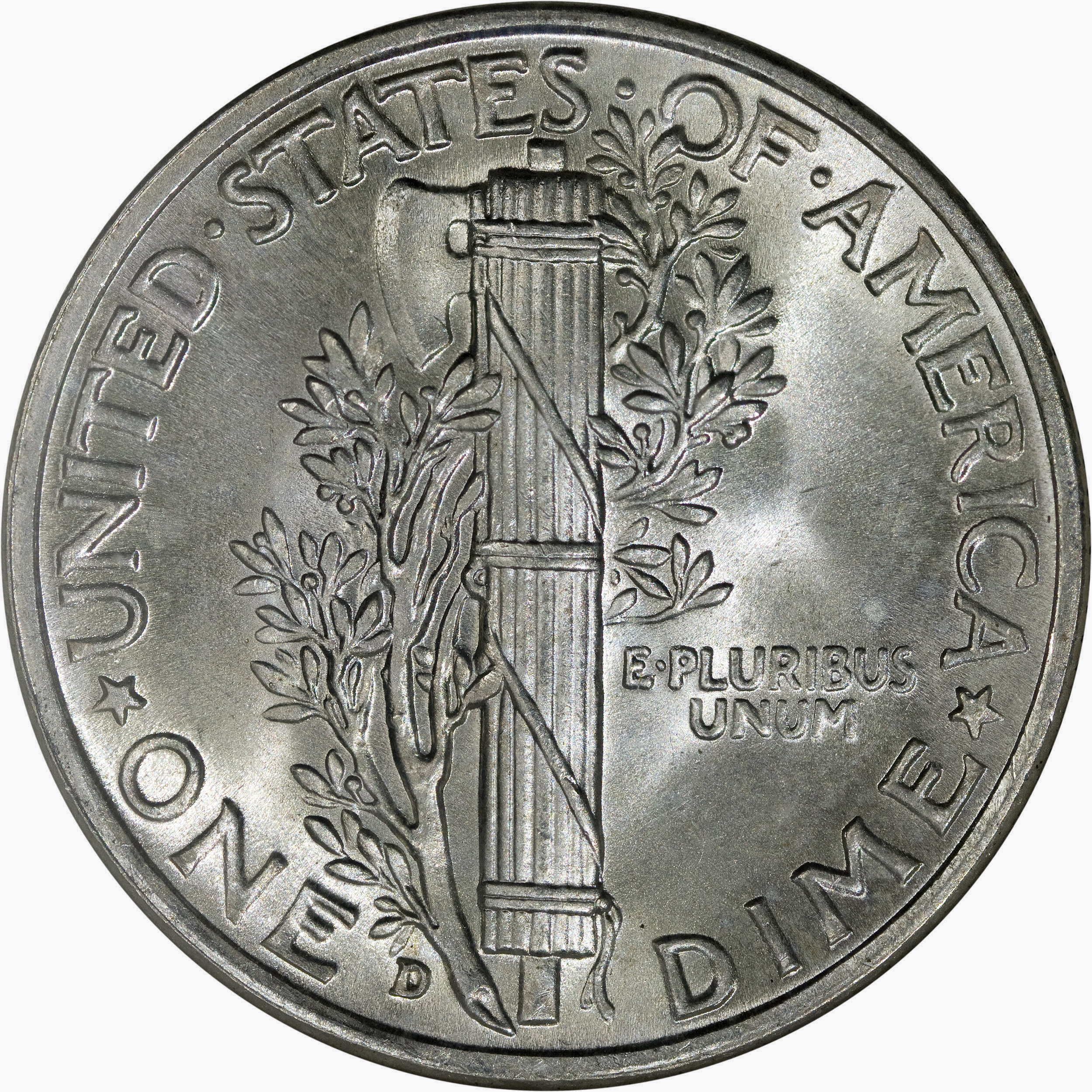
Реверс 10 центів «Меркурій» із зображенням фасцій та, як і на 10 центах «Рузвельт», оливкової гілки.

На аверсі монети зображено портрет президента Рузвельта та написи «LIBERTY» та «IN GOD WE TRUST» («У Бога ми віруємо»). Ініціали Сіннока, «JS», можна знайти біля зрізу погруддя портрета, ліворуч від дати. На реверсі зображено смолоскип у центрі, що символізує свободу, оточений оливковою гілкою, що символізує мир, та гілкою дуба, що символізує силу та незалежність. Окрім цього, через усе поле монети простягається напис «E PLURIBUS UNUM» («З багатьох — єдине»). Назва країни та номінал монети — це легенди, які обрамляють весь дизайн реверсу, що символізує собою переможне завершення Другої світової війни.
Нумізмат Марк Бенвенуто вважав, що зображення Рузвельта на монеті природніше, ніж інші подібні портрети президента, і нагадує зображення на мистецькій медалі. Волтер Брін у своїй великій праці, присвяченій монетам США, стверджував, що «новий дизайн не був... жодним поліпшенням у порівнянні з монетою Вайнмана [10 центів „Меркурій“], за винятком усунення фасцій [на її реверсі] та надання рослинності більш впізнаваної оливкової гілки миру». Мистецтвознавець Корнеліус Вермюле назвав 10 центів «Рузвельт» «чистою, приємною та в міру стильною монетою, що не викликає нарікань, у загальній картині якої простежуються нотки величі».

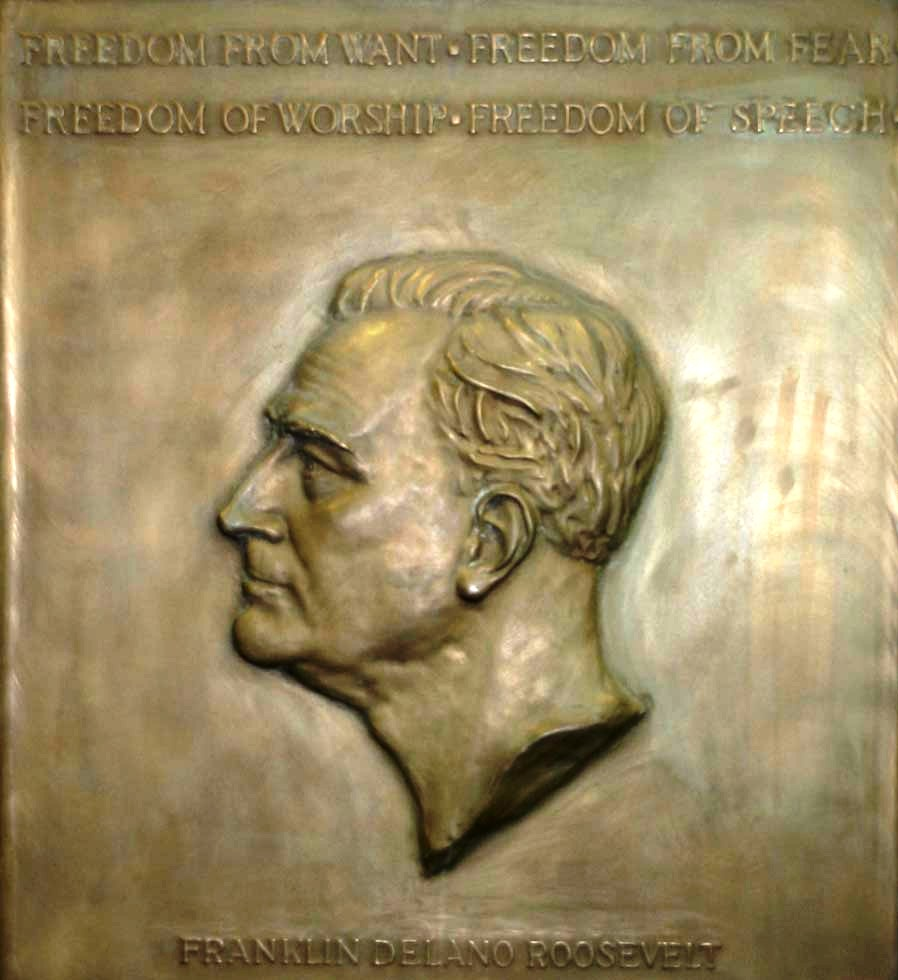
Меморіальна дошка з Рузвельтом, створена Сельма Берк

Частина громадськості, як у момент розробки монети, так і згодом, вбачала схожість між нею та меморіальною дошкою із зображенням Рузвельта роботи афроамериканського скульптора Сельми Берк, відкритої у вересні 1945 року, яка знаходиться у Будівлі реєстрації справ (Recorder of Deeds Building) у Вашингтоні. Берк була серед тих, хто стверджував, що її робота була використана Сінноком під час створення 10 центів. Вона відстоювала цю позицію до своєї смерті 1994 року і переконала у цьому низку нумізматів та політиків, включаючи сина Рузвельта, Джеймса. Нумізмати, що були згодні із її заявою, також посилалися на те, що Сіннок створив свої зображення Дзвона Свободи, яке присутнє на Ювілейних монетах, присвячених ювілейних 50 центах «150-років незалежності США» 1926 року, та 50 центах «Франклін» (випускалися між 1948—1963 роками), в іншого дизайнера, не вказавши його авторства. Роберт Р. Ван Райзін у своїй книзі, присвяченій загадкам американських монет, вказав, що 1933 року Сінноком були зроблені нариси Рузвельта з натури для його першої президентської медалі (дизайн якої був розроблений Сінноком), а у розповідях про час випуску 10 центів говорилося, що Сіннок використовував ці нариси, а також фотографії президента, під час підготовки цієї монети. У некролозі, опублікованому 1956 року в газеті «The New York Times», автором фотографії, яку Сіннок використав при створенні 10 центів, був названий Марсель Штернбергер. За словами Ван Райзіна, з часом стало неможливо перевірити чи спростувати твердження Берк.

## Карбування

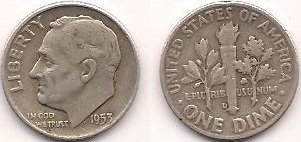
Срібний дайм з Рузвельтом 1953 року

Вперше 10 центів «Рузвельт» було викарбувано 19 січня 1946 року на Філадельфійському монетному дворі. Монета надійшла в обіг 30 січня, коли президенту Рузвельту мало б виповнитися 64 роки. Спочатку дата випуску планувалася на 5 лютого, але її перенесли, щоб приурочити до цієї річниці. З появою 10 центів «Рузвельт» Сіннок став першим головним гравером, якому приписувався дизайн нової обігової американської монети з того часу, як 1892 року вийшли монети, розроблені Чарльзом Е. Барбером. Випуск монет став подією, що набула широкого розголосу, попит на новий дизайн залишався високим, хоча багато опонентів Рузвельта, особливо республіканці, були обурені. З'являлися повідомлення про те, що нові 10 центів не приймаються в торгових автоматах, хоча жодних змін у монети внесено не було. За понад 70 років випуску дизайн 10 центів практично не змінився, найбільш помітними були незначні зміни зачіски Рузвельта та перенесення у 1960-х роках позначки монетного двору з реверсу на аверс.
У той час, коли були випущені ці монети, відносини з СРСР погіршувалися, і ініціали Сіннока (JS) деякими представниками громадськості сприймалися як відсилання до радянського диктатора Йосипа Сталіна, розміщеними прихильником комунізму. Коли ці чутки сягнули Конгресу, Монетний двір розіслав пресрелізи, що спростовували цей міф. Попри заяву Монетного двору, у 1950-х роках ходили чутки щодо укладення на Ялтинській конференції таємної угоди про вшанування Сталіна на американській монеті. Суперечки отримали нове життя 1948 року, коли посмертно було випущено 50 центів «Франклін» Сіннока, на якому було зображено його ініціали «JRS».
Хоча у роки, коли монети карбувалися зі срібла, у Філадельфії зазвичай випускалося більше монет, ніж на інших монетних дворах, 1955 року там було викарбувано лише 12 450 181 монету, що менше, ніж на монетних дворах Денвера та Сан-Франциско. Це сталося через ослаблення економіки та низький попит на монети, через що Монетний двір США у січні оголосив, що Монетний двір у Сан-Франциско буде закрито наприкінці року. 10-центові монети 1955 року, випущені на трьох підприємствах, мають найнижчий тираж за датою та позначкою монетного двору серед інших монет цієї серії, що знаходяться в обігу, але не вважаються рідкістю, оскільки колекціонери зберігали їх у ролах по 50 штук.
З прийняттям Закону про карбування монет 1965 року Монетний двір перейшов до випуску плакованих монет, де аверс та реверс вкривала мідно-нікелева оболонка, а серцевина складалася з чистої міді. На 10 центах, датованих 1965—1967 роками, були відсутні позначки монетних дворів, оскільки Монетний двір прагнув запобігти накопиченню грошей, яке було спричинене монетним дефіцитом, що передував ухваленню закону 1965 року. На початку карбування плакованих монет Монетний двір вніс деякі зміни у пуансони, які використовувалися при карбуванні, а починаючи з 1981 року рельєф зображення на монетах зробили більш низьким, через що профіль Рузвельта став більш плоским. Це було зроблено для того, щоб штемпелі для карбування монет служили довше. З 1968 року у Денвері відновилося проставляння на монетах позначки монетного двору, а монети у якості пруф — карбувалися лише у Сан-Франциско. Хоча на монетному дворі у Сан-Франциско з 1965 року інколи карбувалися 10-центові монети для торгівлі, вони не мали позначки монетного двору, і не відрізнялися від тих, що карбувалися у Філадельфії. З 1968 року єдиними 10-центовими монетами, що мали позначку Монетного двору у Сан-Франциско «S», були монети у якості пруф, до цього монети у цій якості карбувалися між 1949—1967 роками лише у Філадельфії без позначки монетного двора. З 1992 року у Сан-Франциско карбуються 10-центові монети у якості пруф для щорічних монетних наборів із тим же срібним вмістом, що був до 1965 року. Починаючи з 2019 року 10-центові монети у якості пруф карбуються зі срібла 999-ї проби, а не 900-ї, яку Монетний двір більше не використовує.
1980 року Філадельфійський монетний двір почав ставити на 10 центах позначку «P». Також у 1970—1980-х роках 10-центові монети періодично випускалися на Монетному дворі у Вест-Пойнті, розташованому на батьківщині Рузвельта в штаті Нью-Йорк, щоб задовольнити попит на цей номінал, але на жодній з монет не ставила позначка монетного двору «W». Ситуація змінилася 1996 року, коли до 50-річчя дизайну Рузвельта там було викарбувано 10-центові монети. Тираж цього випуску склав трохи менше півтора мільйона плакованих монет з позначенням 1996-W, які не потрапили в обіг, але були включені у річний монетний набір для колекціонерів. 2015 року у Вест-Пойнті були викарбувані срібні 10 центів, які були включені у спеціальний набір монет, створений у рамках руху «Марш даймів»; окрім цього номіналу, викарбуваного у Філадельфії, до туди входив срібний долар із зображенням Рузвельта та розробника вакцини від поліомієліту доктора Джонаса Солка. Тиражі 10 центів плакованого типу, зазвичай, залишалися високими: у Філадельфії та Денвері протягом низки років карбувалося по мільярду монет.
2003 року представник штату Індіана Марк Саудер запропонував розмістити на 10 центах замість Рузвельта, зображення колишнього президента Рональда Рейгана, який на той час помирав від хвороби Альцгеймера, після його смерті заявивши, що Рейган для консерваторів є таким самим символом, як Рузвельт для лібералів. Дружина Рейгана Ненсі висловилася проти, заявивши, що, на її думку, колишній президент також не підтримав би цю ідею. Після смерті Рональда Рейгана 2004 року пропозицію про зміну дизайну було підтримано, але Саудер відмовився від її реалізації.
13 січня 2021-го президент Дональд Трамп підписав Закон про редизайн колекційних монет від 2020 року (Pub. L. 116-330). Він передбачав, зокрема, введення на реверсі монет спеціальних однорічних дизайнів 2026 року, включаючи 10 центів, на честь 250-річчя незалежності США, причому на одному з дизайнів мають бути зображені жінки.

## Колекційні випуски
Через великі обсяги випуску, лише деякі 10 центів з Рузвельтом регулярного випуску мають високу ціну, через що цей номінал привертає порівняно мало уваги колекціонерів. У зв'язку з тим, що срібні випуски 10 центів, які залишаються законним платіжним засобом, вилучаються з обігу й розшукуються колекціонерами, особливо у вигляді монетних ролів з ними, плаковані екземпляри становлять більшу частину обсягу цього номіналу, що перебуває в обігу. Окремо виділяються 10 центів, випущені у Філадельфії 1982 року, помилково викарбувані та випущені без позначки монетного двору «P»; вони можуть продаватись за ціною від 50 до 75 доларів. Оскільки у 1982 та 1983 роках офіційних монетних наборів не випускалося, навіть звичайні 10 центів цих років, випущені у Філадельфії чи Денвері, які мають первозданний вигляд, можуть оцінюватися у значні суми (окрім зношених екземплярів). Набагато дорожче коштують 10 центів 1970, 1975 і 1983 років у якості пруф, помилково випущені без позначки монетного двору «S». Одну із двох відомих 10-центових монет 1975 року було продано на аукціоні, що відбувся 2011-го, за 349 600 доларів.